# Craig Run (Marsh Run)
Der Craig Run ist ein 5,8 Kilometer langer Fluss im Fauquier County im US-Bundesstaat Virginia.
Er entspringt in einem Feld 3,5 Kilometer westlich von Bealeton beziehungsweise 500 Meter abseits der U.S. Route 15 in Virginia und fließt anschließend in südöstliche Richtung. 1,5 Kilometer vor seiner Mündung in den Marsh Run, stößt der Bowens Run als Nebenfluss auf den Craig Run.
Das Einzugsgebiet des Flusses beträgt 21,7 km².